# Тетумы
Тетумы (самоназвание — тетум) — народ, населяющий остров Тимор: как его индонезийскую часть, так и государство Восточный Тимор. Численность до 650 тысяч человек[уточнить].

## Язык и религия
Язык — тетум (амбоно-тиморская подгруппа индонезийских языков).
Вероисповедание тетумов — в основном мусульмане (сунниты), частично — христиане (католики), местами сохраняется культ предков.
(Шпажников 2007:543.)

## История и общество
На острове появились не ранее XIV века, при этом смешались с местными населением или же местами оттеснив его.
Имели раннекласовые государства.
Счёт родства — матрилинейный. Семья — малая. Также сохраняется сельская община.
Имеют развитый фольклор, традиционное танцевальное и песенное искусство.
Традиционные жилища — свайные, длинной прямоугольной формы.
Поселения кучевые.
Одежда преимущественно общеиндонезийская.
В пищу принимают в основном растительные культуры.
(Бернова 2000:527.)

## Хозяйство
Занимаются ручным земледелием, преимущественно такие культуры как рис, кукуруза, сорго, пшеница, бобовые и фрукты.
Также промышляют животноводством, собирательством, рыбной ловлей.
Имеются и ремесла — кузнечное, ткацкое, плетение, ручное изготовление керамики.
(Шпажников 2007:543.) (Бернова 2000:527.)